# ديفيد ثيوليس
ديفيد ثيوليس (بالإنجليزية: David Thewlis)‏ (ولد ديفيد ويلر؛ ولد في 20 مارس 1963) ممثل ومخرج وكاتب سيناريو ومؤلف إنجليزي، ربما يعد دور «ريموس لوبين» في سلسلة أفلام هاري بوتر هو أكثر أدواره نجاحاً.

## روابط خارجية
- ديفيد ثيوليس على موقع IMDb (الإنجليزية)
- ديفيد ثيوليس على موقع روتن توميتوز (الإنجليزية)
- ديفيد ثيوليس على موقع مونزينجر (الألمانية)
- ديفيد ثيوليس على موقع قاعدة بيانات الأفلام العربية
- ديفيد ثيوليس على موقع ألو سيني (الفرنسية)
- ديفيد ثيوليس على موقع ميوزك برينز (الإنجليزية)
- ديفيد ثيوليس على موقع أول موفي (الإنجليزية)
- ديفيد ثيوليس على موقع قاعدة بيانات الأفلام السويدية (السويدية)
- ديفيد ثيوليس على موقع إن إن دي بي (الإنجليزية)
- ديفيد ثيوليس على موقع ديسكوغز (الإنجليزية)